# Scabricola vicdani
Scabricola vicdani is een slakkensoort uit de familie van de Mitridae. De wetenschappelijke naam van de soort is voor het eerst geldig gepubliceerd in 1981 door Cernohorsky.